# 華潤五豐

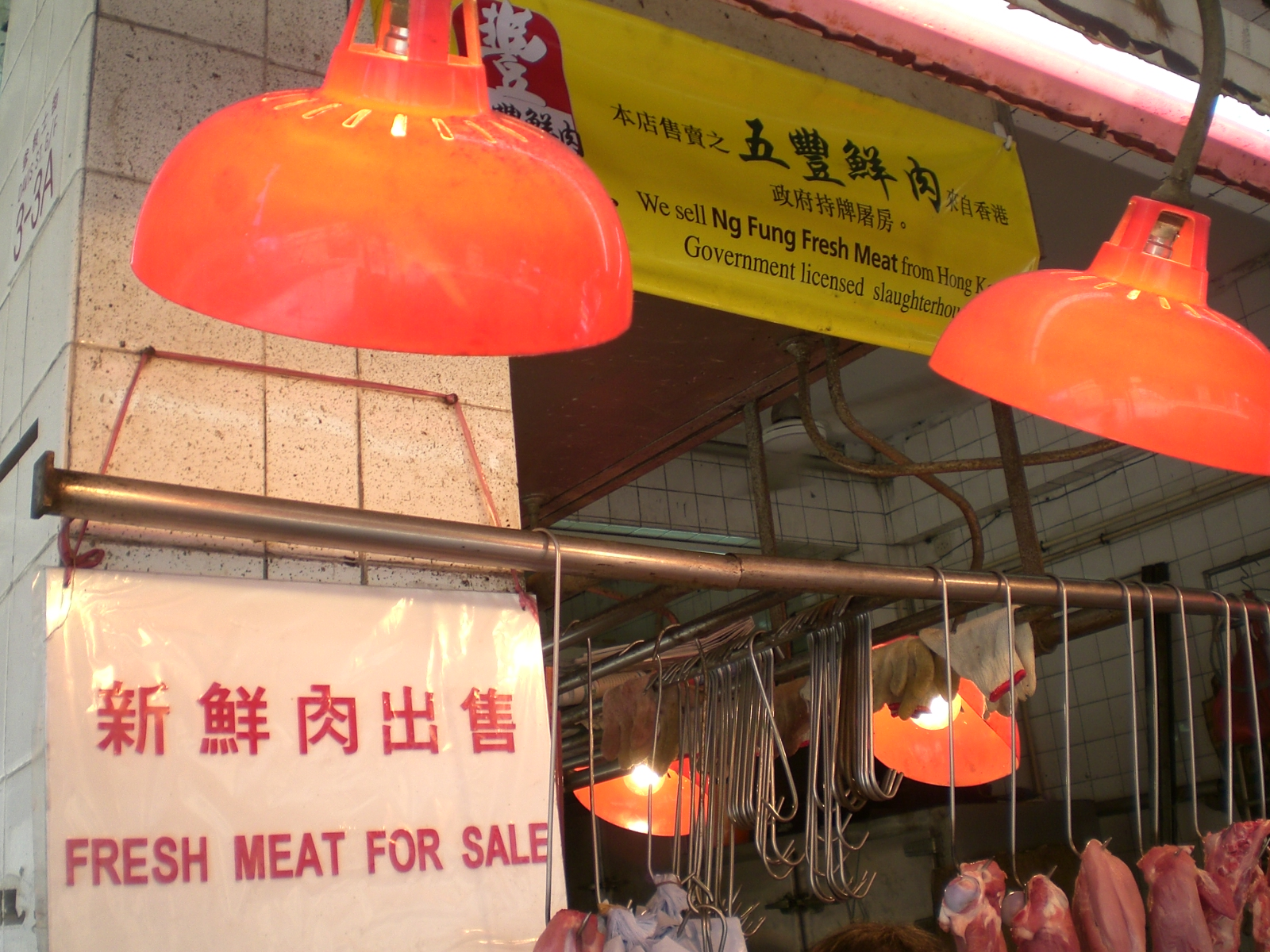
肉食店有「五豐行」標示，即是賣五豐行代理的豬肉

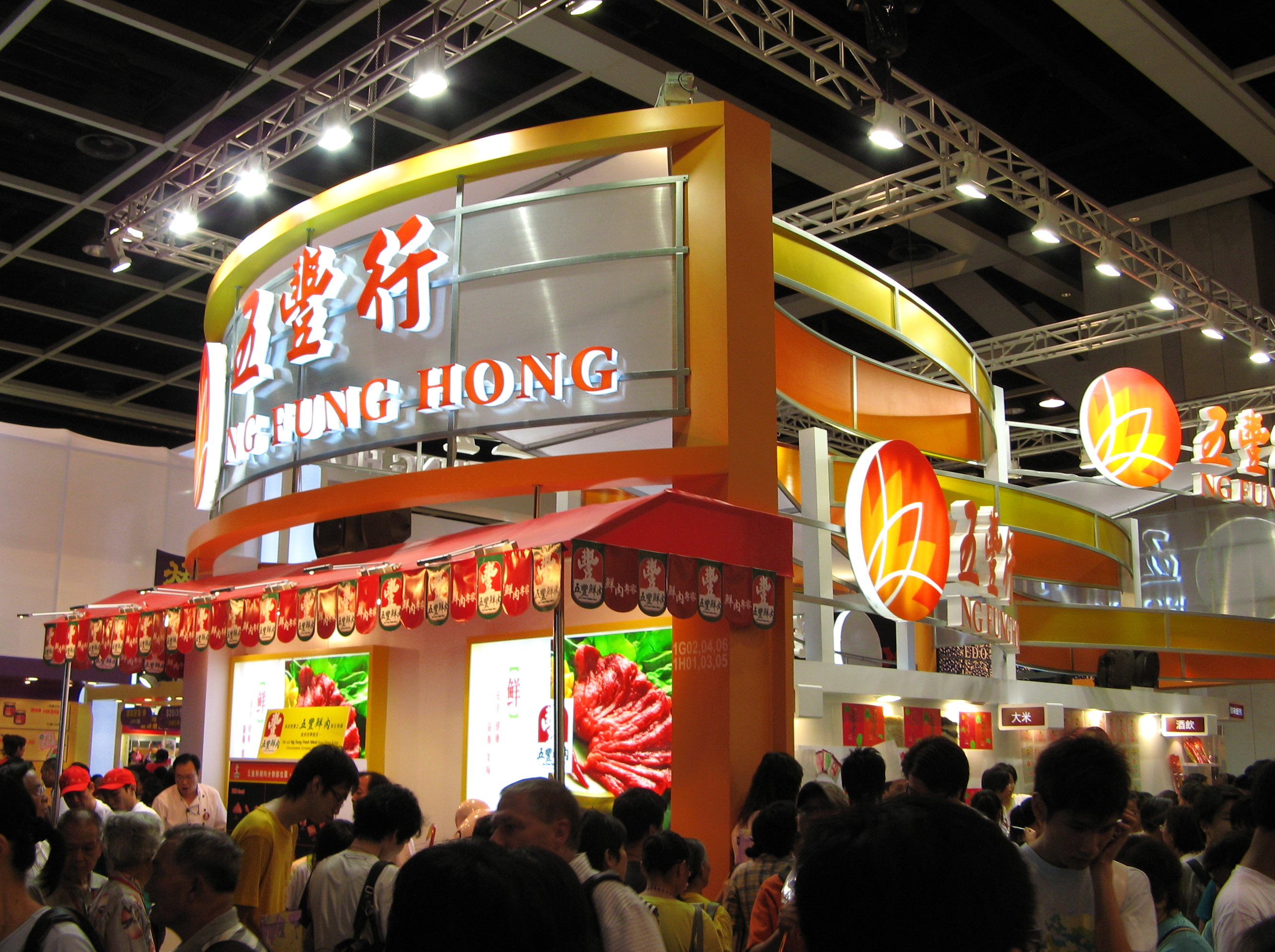
五豐行在香港美食博覽的攤位

華潤五豐，與五豐行同屬華潤集團，但是兩間不同公司。五豐行代理新鮮豬肉牛肉，而華潤五豐主要從事糧油食品。 五豐行成立於1951年，取其五穀豐收之意。五豐行現時為獨家代理大陸供港新鮮豬肉牛肉，以及大部分家禽製品的壟斷企業。已故中國國務院總理周恩來當年為穩定供港鮮肉價格及數量，下令中华人民共和国对外贸易部授權五豐行作為內地鮮活冷凍食品在港的獨家代理，至1983年成為有國企背景的華潤集團附屬公司。1995年十月成功於香港聯合交易所掛牌上市。2000年被華潤創業私有化。
五豐行成立時主要從事農產品貿易業務，現已發展為一家完全配套經營的大型國際化食品綜合企業，其核心業務可分為五大類：
1. 鲜活冷凍食品生產及經銷
2. 零售超市
3. 屠宰及肉類加工
4. 葡萄酒及飲品製造
5. 遠洋捕撈及水產品加工與經銷

2018年華潤五豐營業額117.37億港元，其中香港肉食業務營業額20億港元，净利润1.3億港元，资产总额104.59億港元，淨资产48.5億港元，員工6578人。
香港生豬供應絕大部分來自中國大陸 ，而從中國大陸進口的豬肉和牛肉、以及大部分的家禽、雞蛋都需要通過五豐行辦理。五豐行將豬隻進口後，豬肉檔買手會在拍賣場向五豐行出價，五豐行可以接受或拒絕價錢，然後才送往屠房屠宰。由於五豐行是中國大陸豬肉的統一代理機構，從而被指為壟斷市場；不過，香港政府的競爭政策諮詢委員會所作的檢討，則總結「政府不必採取任何行動，干預市場力量運作。」
2011年5月，正式更名為華潤五豐有限公司，但名稱會依舊用「五豐行」品牌。
2016年華潤五豐分别入股三家新西蘭企業包括蜂蜜生產商康維他9%、蘋果全產業鏈生產商Scales15.38%和全球最大帝王三文魚生產商New Zealand King Salmon10%。